# Boeing X-51
De Boeing X-51 WaveRider is een onbemand scramjet-demonstratievliegtuig met hypersonische snelheid. Het X-51 WaveRider-programma is een consortium van de US Air Force, DARPA, NASA, Boeing en Pratt & Whitney Rocketdyne.
Tijdens de eerste vlucht (na lancering vanaf een B-52 Stratofortress) op 25 mei 2010 haalde het toestel een snelheid van Mach 5. De vlucht duurde met 200 seconden een stuk minder lang dan de geplande 300 seconden. Ook de tweede en derde vlucht, op 13 juni 2011 en 14 augustus 2012, mislukten.
Op 1 mei 2013 werd het testprogramma beëindigd met een succesvolle vlucht tot Mach 5,1.

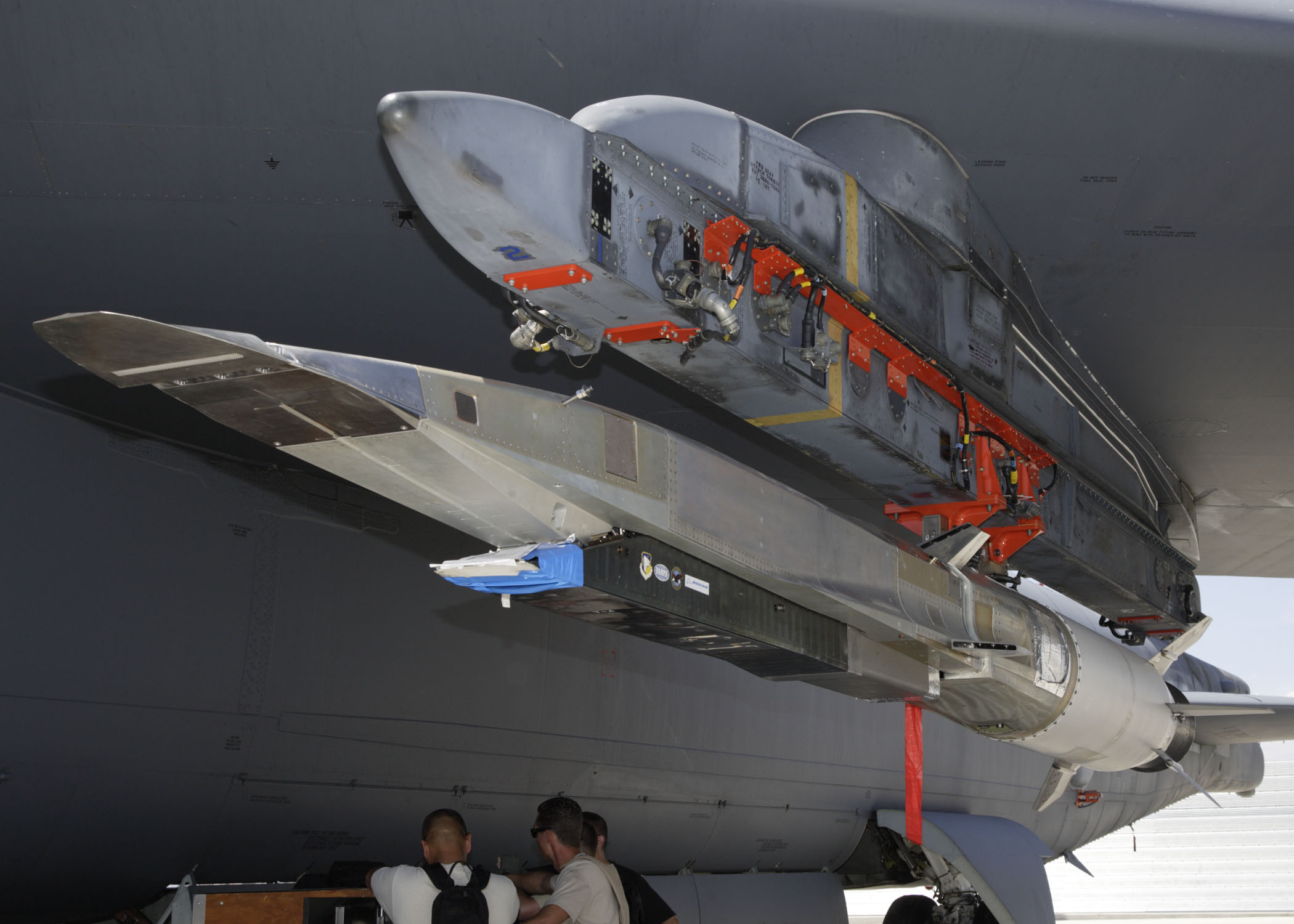
X-51A WaveRider bevestigd aan een B-52

X-1 · X-2 · X-3 · X-4 · X-5 · X-6 · X-7 · X-8 · X-9 · X-10 · X-11 · X-12 · X-13 · X-14 · X-15 · X-16 · X-17 · X-18 · X-19 · X-20 · X-21 · X-22 · X-23 · X-24 · X-25 · X-26 · X-27 · X-28 · X-29 · X-30 · X-31 · X-32 · X-33 · X-34 · X-35 · X-36 · X-37 · X-38 · X-39 · X-40 · X-41 · X-42 · X-43 · X-44 · X-45 · X-46 · X-47 · X-48 · X-49 · X-50 · X-51 · X-53 · X-57 ·  X-59